# Rhyacophila mocsaryi
Rhyacophila mocsaryi là một loài Trichoptera trong họ Rhyacophilidae. Chúng phân bố ở miền Cổ bắc.